# الاندال، جزایر ویرجین ایالات متحده آمریکا
الاندال، جزایر ویرجین ایالات متحده آمریکا (به لاتین: Allandale, United States Virgin Islands) یک منطقهٔ مسکونی در جزایر ویرجین ایالات متحده آمریکا است که در سنت کرویکس، جزایر ویرجین ایالات متحده آمریکا واقع شده‌است.